# Fixed - Un'ultima avventura
Fixed - Un'ultima avventura (Fixed) è un film d'animazione del 2025 diretto da Genndy Tartakovsky.

## Trama
Bull, cane di taglia media, una mattina scopre che verrà castrato dal suo padrone senza preavviso. Ma il cane sentirà il bisogno di avere la necessità di fare un'ultima avventura in compagnia dei suoi gioielli di famiglia.

## Distribuzione
Il film è stato distribuito sulla piattaforma Netflix a partire dal 13 agosto 2025.